# Записи о князе Нобунага

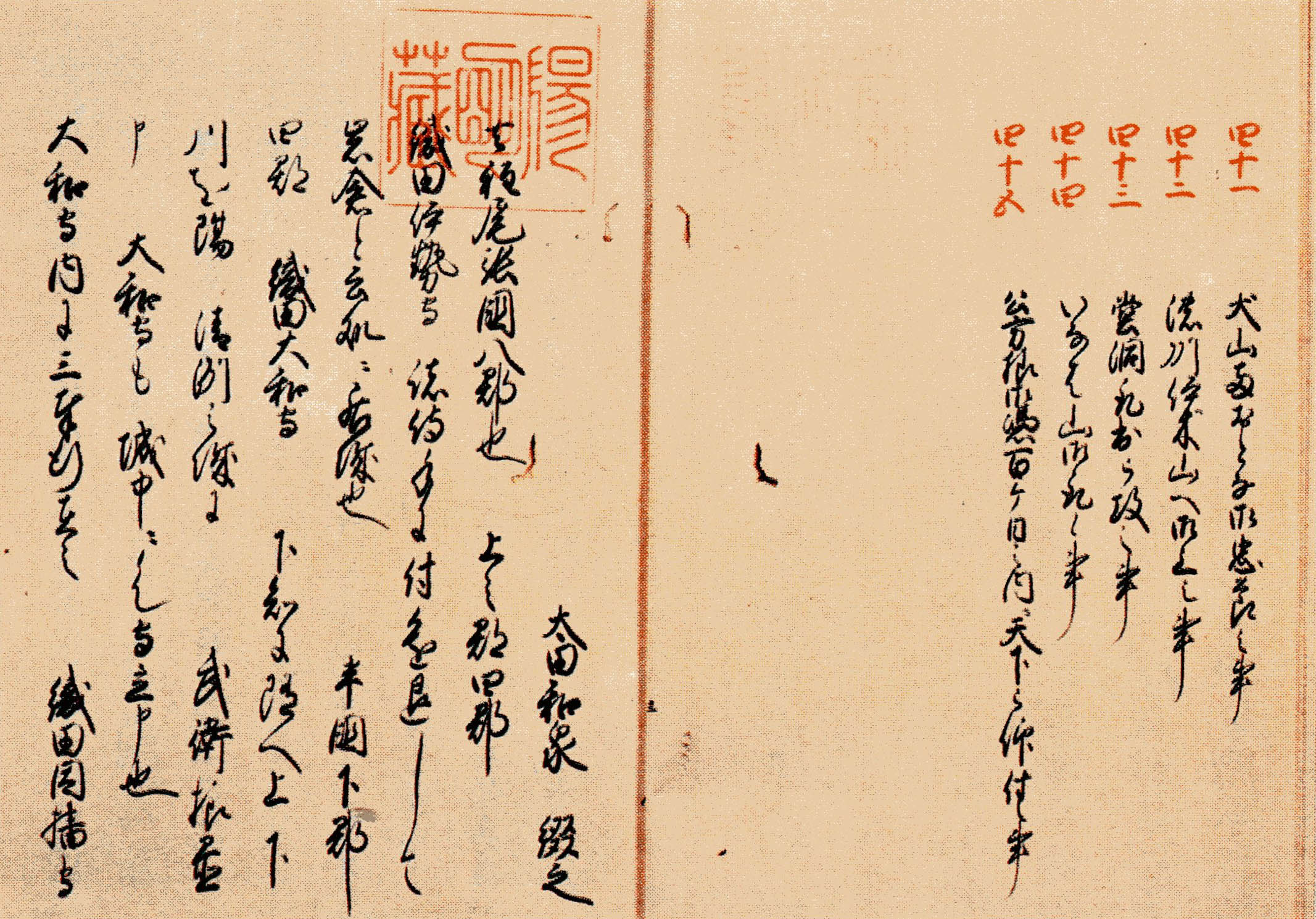
Текст хроники (список Ёмэй).

«Записи о князе Нобунага» (яп. 信長公記, Нобунага-ко: ки или Синтё:ко: ки) — японская самурайская летопись, посвященная жизни национального героя Японии Оде Нобунаге. Памятник японской военно-исторической литературы. Фундаментальный источник по истории, культуре, этнографии, религии, военного дела Японии XVI века. Один из самых популярных японских исторических текстов.

## Общая информация
Летопись составлена на записях 1569—1610 годов Оота Гюити, самурая и управляющего Нобунаги. Состоит из 16 свитков — 1 Заглавного и 15 основных. Заглавный свиток охватывает период 1534—1568 годов и написан в повествовательном стиле. Остальные 15 свитков охватывают период 1568—1582 годов и написаны в виде летописей-ежегодников. Известны 4 оригинальные рукописи и свыше 70 списков-копий XVIII—XIX века.
Летопись впервые напечатана в Японии в 1885 году, с тех пор переиздавалась 17 раз, в том числе с переводами на современный японский язык.

## Переводы
- Английский перевод памятника на основе копии списка Ёмэй вышел 2011 года.
- Украинский перевод хроники вышел 2013 года в издательстве «Дух и Буква» на основе оригинального рукописного списка Икэды, а также списков Ёмэй и Матиды (первый перевод хроники на славянский язык).
- Первый академический комментированный перевод хроники на русский язык опубликован в 2024 году (за основу для "Начального свитка" взят список Ёмэй, с учетом рукописи Тэнри, для 15 свитков - список Ёмэй, с учётом текста списка Матида)